# 부산혜송학교
부산혜송학교(釜山惠松學校)는 부산광역시 서구 남부민동에 위치한 정신지체 및 지체장애인를 위한 공립 특수학교이다.

## 연혁
- 2000년 3월 1일 : 개교